# Liste du patrimoine immobilier classé de Mont-Saint-Guibert
Cette page regroupe l'ensemble du patrimoine immobilier classé de la ville belge de Mont-Saint-Guibert.
| Objet | Année de construction / Architecte | Adresse | Section communale | Coordonnées                      | Numéro d’inventaire | Illustration              |
| --- | ---------------------------------- | ------- | ----------------- | -------------------------------- | ------------------- | ------------------------- |
| Ensemble formé par le château de Bierbais, l'ancien donjon, la chapelle castrale et les terrains environnants |                                    |         |                   | 50° 37′ 58″ nord, 4° 36′ 41″ est | 25068-CLT-0002-01   | Image manquanteTéléverser |